# Cós (Grécia)
Cós ou Kos (em grego:  Κως; em turco:  İstanköy; em italiano:  Coo — formalmente Stanchio) é uma ilha grega do Dodecaneso, próxima ao golfo de Cós. Mede 40 km por 8 km, e está a apenas 4 km da costa de Bodrum, Turquia. A ilha possui planícies férteis e planaltos inférteis, e conta com uma população de cerca de 30 500 habitantes.

## Mitologia
Quando Leto foi banida da terra e procurava uma ilha onde pudesse dar à luz os seus filhos, ela chegou à primitiva Cós, ilha de Mérope, mas Apolo, ainda no ventre da sua mãe, a avisou para evitar esta ilha, não por ter nada contra ela, mas porque as Moiras haviam destinado a ilha como o local de nascimento de outro deus, da linhagem dos Salvadores.
A ilha foi palco de uma das aventuras de Héracles: voltando do saque de Troia  (nesta guerra morreu o rei Laomedonte, sendo sucedido por Príamo) Héracles passou por Cós, mas  seu grupo foi confundido com piratas, tendo sido recebido por uma chuva de pedras. Héracles capturou a cidade à noite a matou o seu rei, Eurípilo de Cós, filho de Posidão e Astipaleia. Héracles foi ferido nesta batalha por Chalcedon, mas Zeus o abduziu, e ele não sofreu outros danos. Após haver devastado Cós, Héracles foi levado por Atena até Phlegra, onde se uniu aos deuses na luta contra os gigantes.
Eurípilo foi o pai de Calcíope, Calcíope e Héracles os pais de Tétalo, (ou Téssalo) e este o pai de Antifo e Feidipo, que lideraram as forças de Cós no assédio dos gregos contra Troia, levando trinta navios.

## História

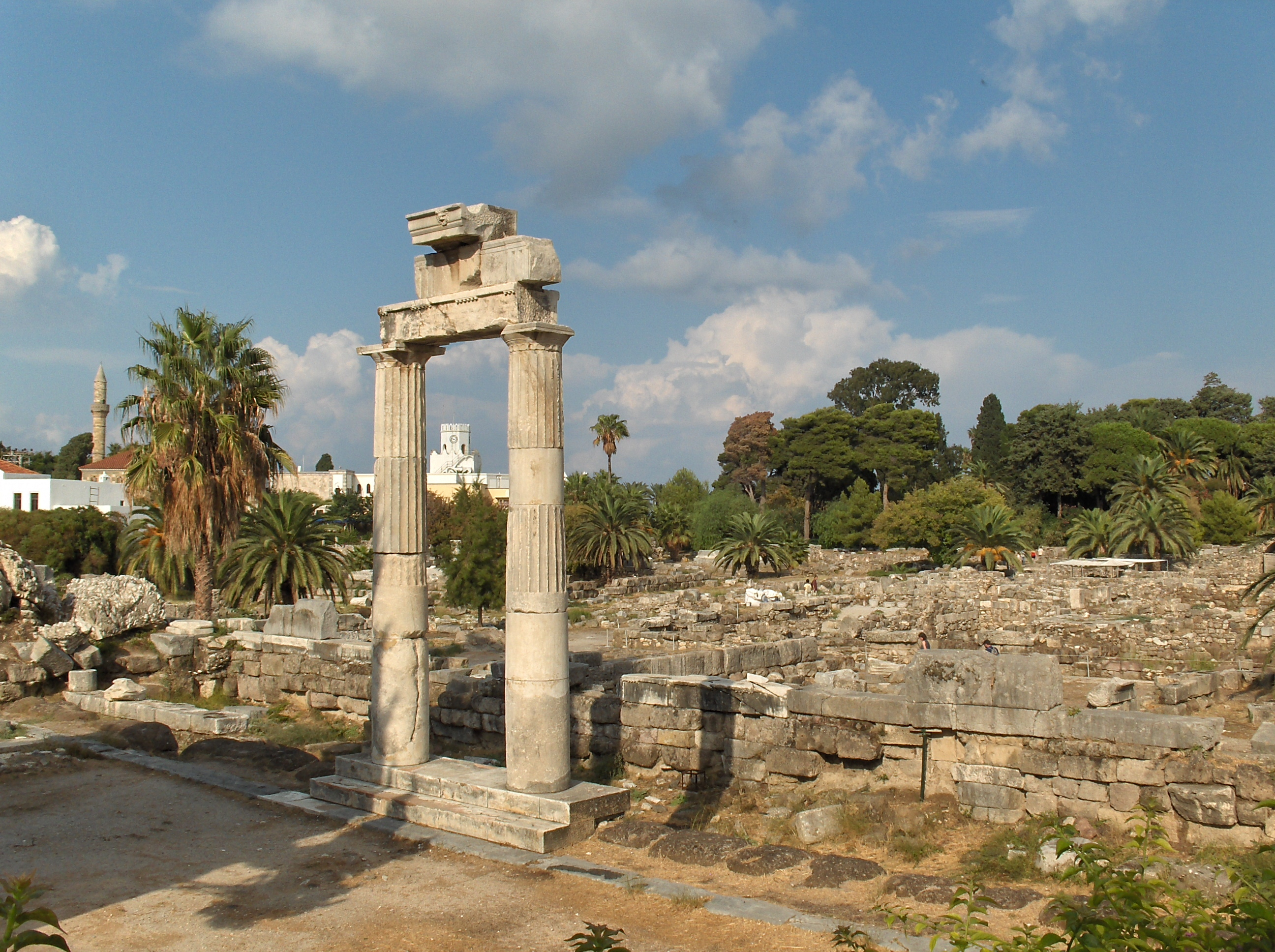
Ruínas de uma ágora na cidade de Cós

A ilha foi colonizada originalmente pelos carianos. Os dóricos invadiram-na no século XI a.C. e formou a Liga de Delos, expulsando os persas duas vezes. 
Em 366 a.C. ter-se-á iniciado a construção da cidade de Cós.
Em 310 ou 309 a.C.,  nasceu, na ilha, Ptolemeu II Filadelfo, filho de Ptolemeu I Sóter  e Berenice, sua concubina.
Algum tempo depois a ilha tornou-se parte do império romano e do império bizantino.
A ilha foi mais tarde conquistada pelos venezianos, que então venderam-na aos hospitalários de Rodes. Dois séculos depois encararam a ameaça de uma invasão turca e abandonaram a ilha. O império otomano governou Cós durante 400 anos até transferi-la para a Itália em 1912. Na Segunda Guerra Mundial, a ilha foi tomada pela Alemanha Nazi até 1945, quando se tornou num protetorado do Reino Unido, e foi finalmente cedida à Grécia em 1947.

## Geografia
A ilha é parte de uma cordilheira da qual se separou após sismos e subsidências que ocorreram em tempos remotos. Essa cordilheira inclui Calímnos e Kappari que se separaram por um rift submarino de 70 m, bem como o vulcão de Nísiros e as ilhas próximas. Há uma ampla variedade de rochas em Cós que é relacionada com a sua génese geológica.

## Cultura

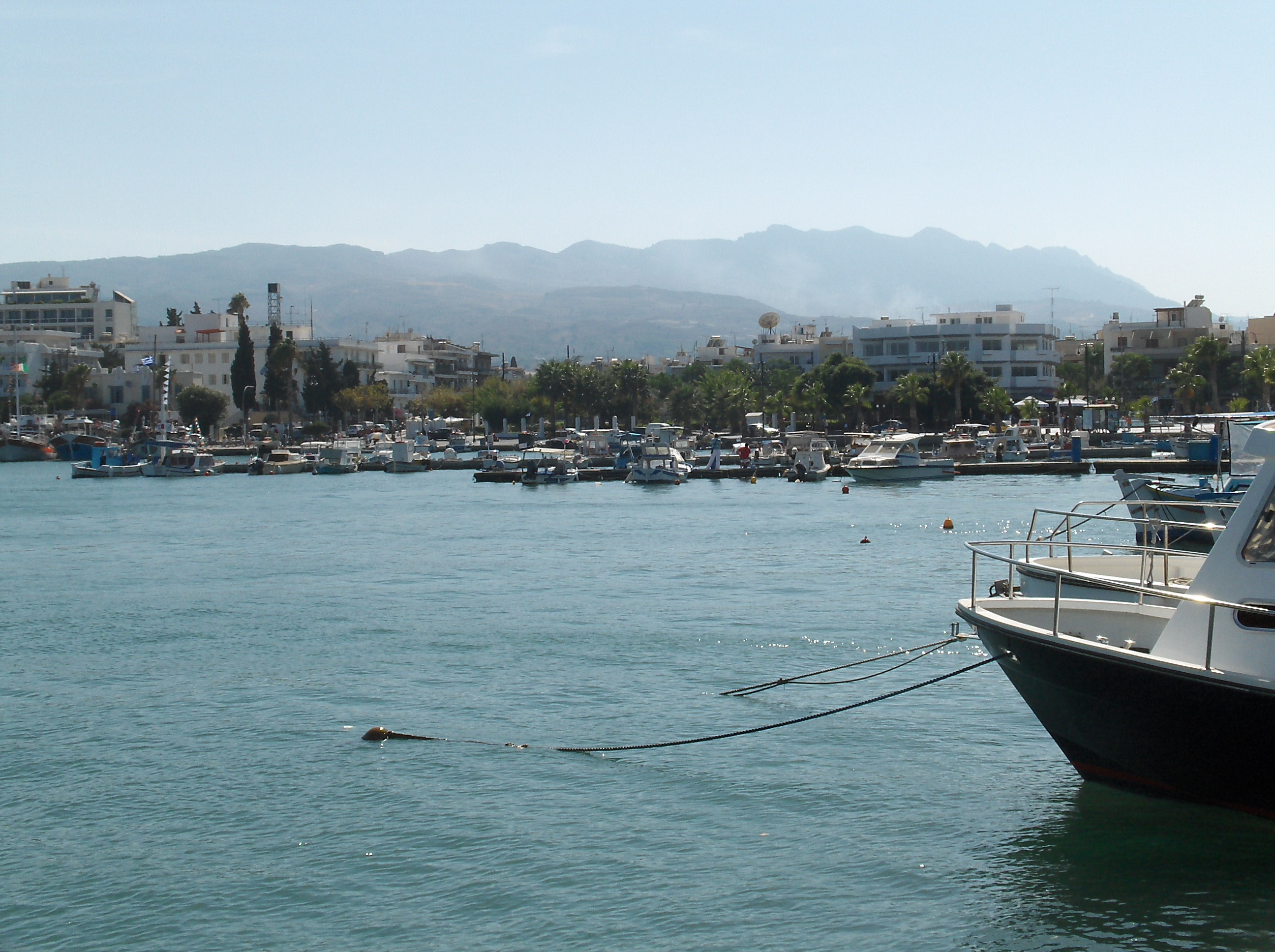
Vista do porto de Cós

Pensa-se que o médico antigo Hipócrates tenha nascido em Kos, e no centro da cidade é a Árvore Plana de Hipócrates, um templo dos sonhos, onde o médico tradicionalmente deveria ter ensinado. Os membros da árvore agora idosa são apoiados por andaimes. A pequena cidade também abriga o Instituto Hipocrático Internacional e o Museu Hipocrático dedicado a ele. Perto do Instituto estão as ruínas de Asklepieion, onde Heródico ensinou medicina a Hipócrates.
O principal porto e centro populacional da ilha, também chamada Cós, é também o centro cultural e turístico.

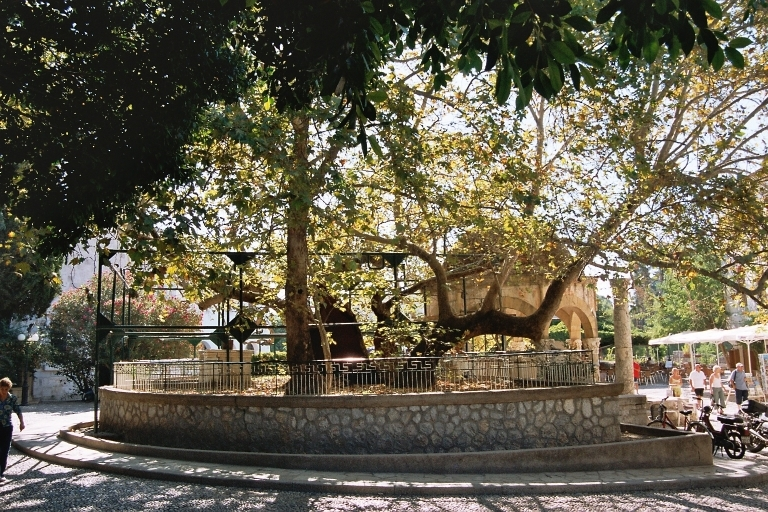
O plátano de Hipócrates